# Baby Bigfoot 2
Baby Bigfoot 2 (Baby Bigfoot 2: The Journey Home) è un  film del 1997, diretto da Art Camacho. È una storia avventurosa con elementi fantascientifici.

## Trama
Durante una vacanza in famiglia due giovani ragazzi trovano un piccolo essere ferito a cui prestano delle cure, si tratta di un cucciolo di Bigfoot fuggito da un circo e ricercato dal proprietario. Il piccolo gruppo verrà aiutato da una ragazza indiana.